# Monique Denise
Pour les articles homonymes, voir Denise.
Monique Denise, née le 22 mai 1941 à Saint-Sauflieu (Somme), est une femme politique française, députée de la 14e circonscription du Nord entre 1997 et 2002.

## Biographie
Venant d'un lycée de Dieppe, elle s'installe définitivement à Dunkerque en 1968 avec son mari Jean Denise, ingénieur-docteur chez Lesieur et unanimement reconnu pour son ouvrage sur le Carnaval de Dunkerque.
Elle fait tout le reste de sa carrière au collège Paul Machy de Rosendaël.

## Détail des fonctions et des mandats
Mandat parlementaire
- 12 juin 1997 - 18 juin 2002 : Députée de la 14e circonscription du Nord

Mandats locaux
- 28 mars 2004 - 27 mars 2011 : Conseillère générale du Canton de Bergues ;

- 18 mars 2001 - 16 mars 2008 : Conseillère municipale de Bergues ;

- 22 mars 1992 - 15 mars 1998 : Conseillère régionale du Nord-Pas-de-Calais ;

- 24 mars 1989 - 2 octobre 1997 : Adjointe au maire de Dunkerque[5] ;

- 2 octobre 1997 - 18 mars 2001 : Conseillère municipale  de Dunkerque ;

- 1993 - 1998 : Vice-présidente de Dunkerque Grand Littoral[6].